# 葛城市公共バス

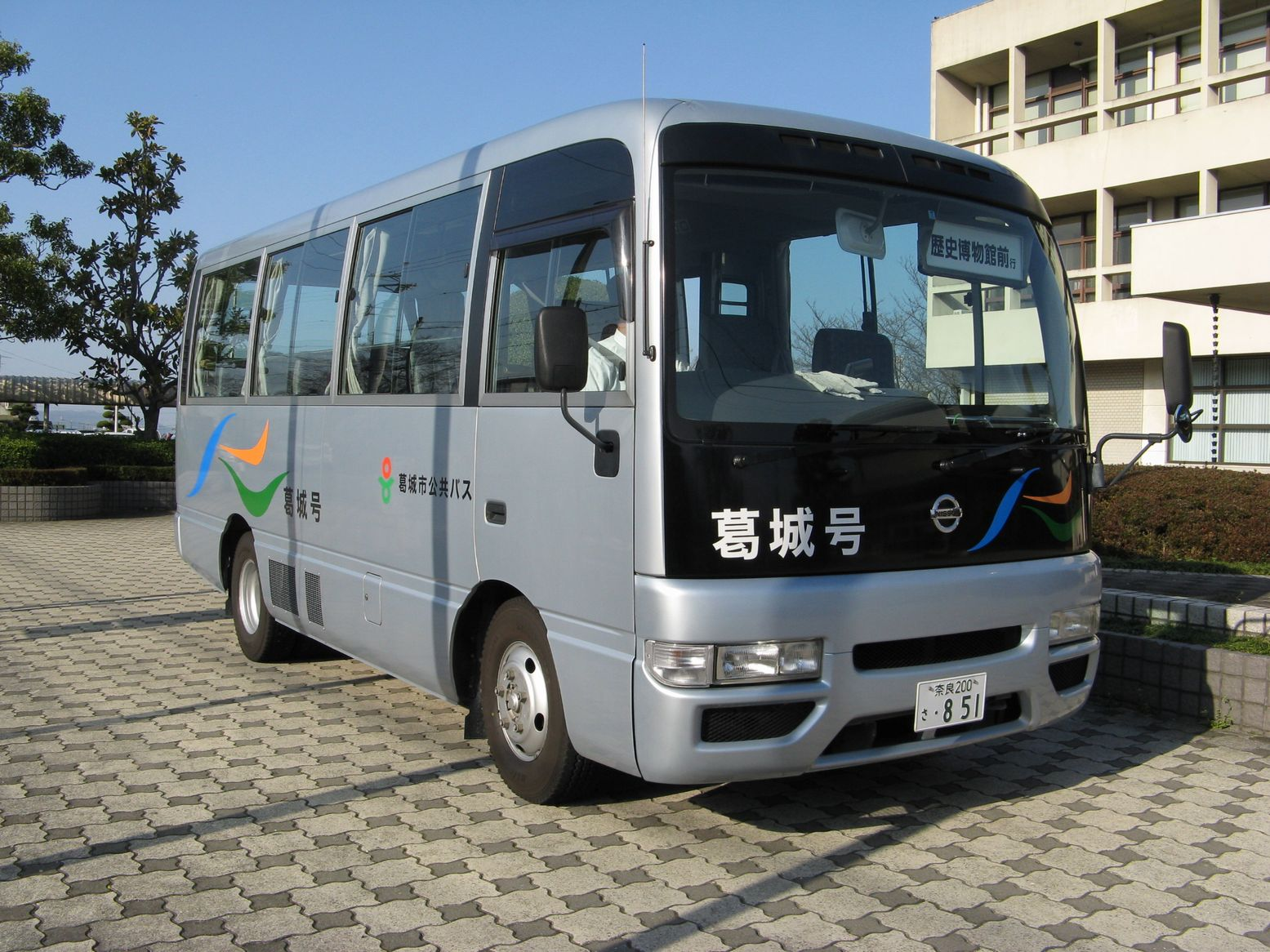
當麻庁舎にて

葛城市公共バス（かつらぎしこうきょうばす）は、奈良県葛城市が運行しているコミュニティバス。運転業務は奈良交通に委託している。

## 概要
運賃
- 大人100円、小学生・70歳以上50円、未就学児・障がい者は無料。
  - 地域活性化のため、2021年（令和3年）度と2022年（令和4年）度は、各路線の運賃が無料となる[1][2]。
- 運賃支払い時に、当日有効の運賃支払済証が発行され、当日は何度でも乗降可能。
- 環状線バス、ミニバスでは現金のほかに、交通系ICカード（ICOCA、PiTaPa、CI-CAなど）の利用も可能[3]。

運行日
- 曜日を問わず運行するが、年末年始期間となる12月28日から翌年1月4日はすべて運休する。

## 路線

### 現在
環状線バス（れんかちゃん号）
- 忍海 - 歴史博物館前 - いきいきセンター前 - 葛木 - 屋敷山公園 - 社会教育センター - 道の駅かつらぎ - 如意 - 当麻イトーピア - ゆうあいステーション - 當麻庁舎 - 磐城駅 - 尺土駅前 - 高田市立病院前 - 近鉄新庄駅 - 大和新庄駅 - ウェルネス新庄 - 忍海駅 - 忍海

ミニバス（けはや号）
A 當麻ルート
- ゆうあいステーション → ふたかみパーク當麻 → 二上神社口駅前 → ゆうあいステーション → 当麻寺駅前 → 當麻庁舎 → 當麻寺 → ゆうあいステーション

B 長尾・疋田ルート
- ゆうあいステーション → 大畑 → 疋田公民館 → 尺土駅前 → 木戸 → 磐城駅 → 當麻庁舎 → ゆうあいステーション

D 寺口ルート
- いきいきセンター前 → 新庄庁舎前 → 中戸 → 道の駅かつらぎ → 葛木 → いきいきセンター前 → 新庄庁舎前

予約型乗合タクシー
株式会社サンキュータクシーが運行。ICカードの利用不可。
E 笛堂・薑（）ルート
- いきいきセンター前 → 新庄庁舎前 → 近鉄新庄駅 → 大和新庄駅 → ウェルネス新庄 → 若草台 → 薑防災公園 → 忍海 → 歴史博物館前 → いきいきセンター前 → 新庄庁舎前 → 近鉄新庄駅

F 笛吹・梅室ルート
- 近鉄新庄駅 → 新庄庁舎前 → いきいきセンター前 → 笛吹神社前 → 梅室コミセン → 葛木 → いきいきセンター前 → 新庄庁舎前 → 近鉄新庄駅

### 過去
※2016年2月15日以前の運行形態。

#### 葛城号
毎週土曜、年末年始（12月28日 - 1月4日）、積雪・凍結・大雨等による災害等安全運行に支障の恐れがある場合、運休
- 歴史博物館前 - 西辻 - いきいきセンター前 - 健康福祉センター西 - 新庄庁舎前 - 健康福祉センター西 - 葛木 - 屋敷山公園駐車場 - 社会教育センター前 - 如意 - イトーピア - 當麻庁舎前 - 當麻観光駐車場 - ゆうあいステーション

#### ミニバス
毎週土曜・日曜、祝祭日、年末年始（12月28日 - 1月4日）、積雪・凍結・大雨等による災害等安全運行に支障の恐れがある場合、運休
■ 笛吹ルート
いきいきセンター前 → 新庄庁舎前 → 林堂公民館前 → 西辻長池前 → 脇田公民館 → 笛吹神社前 → 梅宮コミセン → 山口（掲示板前） → 平岡西広場 → 山田集会所 → 新庄文化会館南 → いきいきセンター前 → 新庄庁舎前
■ 寺口ルート
いきいきセンター前 → 新庄庁舎前 → 弁之庄公民館 → 中戸南 →; 寺口駐車場 → 大屋コミセン → 消防倉庫前 → いきいきセンター前 → 新庄庁舎前
■ 疋田ルート
いきいきセンター前 → 新庄庁舎前 → 西室駐車場 → 疋田公民館 → 東和苑コミセン → フルールコミセン → 北道穂コミセン → 新庄小学校西 → いきいきセンター前 → 新庄庁舎前
■ 笛堂・薑（）ルート
いきいきセンター前 → 新庄庁舎前 → 東室池 → 柿本（灯籠前） → JR大和新庄駅 → ウェルネス新庄 → 新村公民館 → 薑北交差点 → 南新町（新町橋北） → 新町（掲示板前） → 南花内（若宮神社前） → いきいきセンター前 → 新庄庁舎前  → いきいきセンター前

#### ゆうあいバス
毎週月曜日（月曜日が祝日の場合は翌日）年末年始（12月28日 - 1月4日）、積雪・凍結・大雨等による災害等安全運行に支障の恐れがある場合、運休
■ Aコース
ゆうあいステーション → 相撲館 → 当麻寺駅前 → JA当麻北支店 → 磐城自動車前 → ゆうあいステーション
■ Bコース
ゆうあいステーション → 加守消防地 → 今在家公民館 → 染野公民館 → 新在家公民館 → ゆうあいステーション
■ Cコース（Bコースのゆうあいステーション到着後Cコースとなる）
ゆうあいステーション → 當麻庁舎前 → フルールコミセン東 → 尺土公民館 → 東和苑コミセン前 → 八川公民館 → 輝度集落センター → 當麻庁舎前 → ゆうあいステーション
■ Dコース
ゆうあいステーション → 南今市公民館 → 長尾公民館 → 磐城第２保育所前 → 長尾神社前 → 當麻庁舎前 → ゆうあいステーション
■ Eコース
ゆうあいステーション → 大畑 → 尺土西 → 當麻庁舎前 → ゆうあいステーション
■ Fコース（Eコースのゆうあいステーション到着後Fコースとなる）
ゆうあいステーション → 中戸 → 中戸北 → 太田集落センター → 兵家駐車場 → イトーピア集会所 → 竹内南 → 當麻庁舎前 → ゆうあいステーション